# Distrikt Pallisa
Pallisa ist ein Distrikt in Ostuganda. Die Hauptstadt des Distrikts ist Pallisa.

## Lage
Der Distrikt Pallisa grenzt im Norden an (von West nach Ost): Distrikt Serere, Distrikt Ngora, Distrikt Kumi und Distrikt Bukedea. Der Distrikt Mbale liegt im Osten. Der Distrikt Budaka liegt im Südosten, der Distrikt Kibuku im Südwesten und der Distrikt Kaliro im Westen.

## Demografie
Die Bevölkerungszahl wird für 2020 auf 353.400 geschätzt. Davon lebten im selben Jahr 12 Prozent in städtischen Regionen und 88 Prozent in ländlichen Regionen.

## Wirtschaft
Subsistenzlandwirtschaft und Tierhaltung sind die beiden wichtigsten wirtschaftlichen Aktivitäten im Distrikt. Auch Fischerei ist von Bedeutung.